# Ґреґорі Каріґіет
Ґреґорі Каріґіет (нім. Gregory Carigiet; 13 червня 1980, м. Бріґелс, Швейцарія) — швейцарський саночник, який виступає в санному спорті на професіональному рівні з 2000 року. Молодий учасник національної команди, лише починає свою кар'єру, саме, в 2009 році на Чемпіонаті світу здобув 17 місце (найуспішніший його результат) в одиночних змаганнях.